# Giro d’Italia 2025/19. Etappe
Die 19. Etappe des Giro d’Italia 2025 fand am 30. Mai 2025 statt. Sie führte die 108. Austragung des italienischen Etappenrennens zurück in die Alpen. Der Start erfolgte in Biella, ehe das Ziel nach 166 anspruchsvollen Kilometern in Champoluc auf einer Höhe von 1571 Metern erreicht wurde. Mit dem Col Tzecore (1623 m), Col Saint Pantaléon (1664 m) und Col de Joux (1639 m) mussten drei hohe Pässe überquert werden, ehe im Finale eine kurze Steigung über Antagnod führte. Nach der Etappe hatten die Fahrer insgesamt 3095,3 Kilometer zurückgelegt, was 89,89 % der Gesamtdistanz entspricht. Die Organisatoren der Rundfahrt bewerteten die Schwierigkeit der Etappe mit fünf von fünf Sternen.
Der Tagessieg ging an den Franzosen Nicolas Prodhomme (Decathlon AG2R La Mondiale Team), der sich 28 Kilometer vor dem Ziel im Anstieg des Col de Joux von seinen Fluchtgefährten löste. 58 Sekunden dahinter sprintete Isaac Del Toro (UAE Team Emirates-XRG) vor Richard Carapaz (EF Education-EasyPost) auf Platz zwei und baute somit seinen Vorsprung im Gesamtklassement um wenige Sekunden aus.

## Streckenverlauf
Der neutralisierte Start erfolgte in Biella auf der Via Camillo Cavour neben dem Piazza Martiri della Libertà. Die ersten Kilometer führten über Piazzo auf die SP338, auf der das Rennen nach 5,8 Kilometern kurz nach der Überquerung des Elvo freigegeben wurde.
Nach dem offiziellen Start führte die Strecke ins südliche Mongrando, ehe es über Andrate ins Aostatal geht. Zunächst wurde jedoch nach 15,1 Kilometern beim Croce Serra (850 m) eine Bergwertung der 3. Kategorie abgenommen. Im Anschluss an eine längere Abfahrt erreichten die Fahrer das Ufer des Dora Baltea, dem sie ab Borgofranco d’Ivrea stromaufwärts in Richtung Westen folgten. Über Settimo Vittone ging es nach Pont-Saint-Martin, wo bei Kilometer 36,8 der erste Zwischensprint ausgefahren wurdr. Weiters führte die Strecke vorbei an der Festung von Bard nach Verrès. Hier begann die Straße erneut zu steigen und führte über Challand-Saint-Victor und Challand-Saint-Anselme auf den Col Tzecore (1623 m), der nach 67 Kilometern als Bergwertung der 1. Kategorie überquert wurde. Der 16 Kilometer lange Anstieg wies dabei eine durchschnittliche Steigung von 7,7 % auf, wobei er nach dem Verlassen der SR45 im oberen Abschnitt drei Kilometer mit mehr als 11 % im Schnitt beinhaltete. Die anschließende Abfahrt führte über Émarèse und Estaod zurück ins Tal, ehe es entlang des Dora Baltea flach nach Châtillon ging. Hier wurde nach 87,3 Kilometern der zweite Zwischensprint ausgefahren. Kurz darauf begann die Straße in Chambave erneut anzusteigen, wobei es über die SR42 auf den Col Saint Pantaléon (1664 m) ging. Dieser 16,5 Kilometer lange Anstieg wies eine durchschnittliche Steigung von 7,2 % auf und galt ebenfalls als Bergwertung der 1. Kategorie. Nachdem die Fahrer die Kuppe bei Kilometer 109,3 erreicht hatten, ging es über Antey-Saint-André zurück nach Châtillon, ehe in Saint-Vincent bei Kilometer 129,3 der Red Bull-Kilometer ausgefahren wurde.
In Saint-Vincent begann zudem das Finale, das auf den abschließenden 36,7 Kilometern über den Col de Joux (1639 m) und Antagnod (1724 m) nach Champoluc führte. Der Col de Joux wurde dabei über die SR33 befahren und wies auf einer Länge von 15,1 Kilometern eine durchschnittliche Steigung von 6,9 % auf. Der Anstieg verlief großteils rhythmisch und beinhaltete nur selten Abschnitte von mehr als 10 %. Auf der Kuppe wurde 20,6 Kilometer vor dem Ziel eine Bergwertung der 1. Kategorie abgenommen, bevor eine sechs Kilometer lange Abfahrt nach Brusson im Ayastal führte. Nun begann die Straße erneut zu steigen, wobei die nachfolgenden fünf Kilometer mit rund 4 % im Schnitt eher moderat bergauf führten. Nach einem flachen Kilometer bei Corbet verliesen die Fahrer jedoch die SR45 und bogen links auf die SR4 ab, wo die Steigungsprozente deutlich zunahmen. Nach einer anfänglichen Rampe von 11 % folgten nun drei Kilometer bei 7,2 %, die zur abschließenden Bergwertung von Antagnod führten. Nach einem etwas flacheren Schlusskilometer wurde hier fünf Kilometer vor dem Ziel eine Bergwertung 2. Kategorie abgenommen, ehe es auf der Via Delatraversa bergab zum Zielort ging. Rund einen Kilometer vor dem Ziel bogen die Fahrer bei einem Kreisverkehr links auf die Route Ramey ab, die bei geringen Steigungsprozenten entlang des Torrente Evançon zum Ziel führte. Dieses befand sich nach einer abschließenden Linkskurve auf dem Chemin des Barmes.
|                            | Ort                                   | Kilometer | Länge (km) | Höhe (m) | Ø Steigung | max. Steigung |
| -------------------------- | ------------------------------------- | --------- | ---------- | -------- | ---------- | ------------- |
| neutralisierter Start      | Biella (Piazza Martiri della Libertà) | −5,8      |            |          |            |               |
| offizieller Start          | Occhieppo Inferiore (SP338)           | 0         |            |          |            |               |
| Bergwertung (3. Kategorie) | Croce Serra                           | 15,1      | 11,4       | 850      | 7,4 %      | unbekannt     |
| Zwischensprint             | Pont-Saint-Martin                     | 36,8      |            |          |            |               |
| Bergwertung (1. Kategorie) | Col Tzecore                           | 67        | 16         | 1623     | 7,7 %      | 15 %          |
| Zwischensprint             | Châtillon                             | 87,3      |            |          |            |               |
| Bergwertung (1. Kategorie) | Col Saint Pantaléon                   | 109,3     | 16,5       | 1664     | 7,2 %      | 12 %          |
| Red Bull-Kilometer         | Saint-Vincent                         | 129,3     |            |          |            |               |
| Bergwertung (1. Kategorie) | Col de Joux                           | 145,4     | 15,1       | 1639     | 6,9 %      | 12 %          |
| Bergwertung (2. Kategorie) | Antagnod                              | 161       | 9,4        | 1724     | 4,5 %      | 11 %          |
| Ziel                       | Champoluc                             | 166       |            |          |            |               |

## Ergebnis
| \| Etappenergebnis \| Etappenergebnis \| Etappenergebnis \| Etappenergebnis \| Etappenergebnis \| \| Fahrer \| Fahrer \| Land \| Team \| Zeit \| \| --------------- \| ----------------- \| ---------------------- \| -------------------------- \| --------------- \| \| 1. \| Nicolas Prodhomme \| Frankreich \| Decathlon-AG2R La Mondiale \| 4 h 50 min 35 s \| \| 2. \| Isaac Del Toro \| Mexiko \| UAE Team Emirates XRG \| + 58 s \| \| 3. \| Richard Carapaz \| Ecuador \| EF Education-EasyPost \| + 58 s \| \| 4. \| Damiano Caruso \| Italien \| Bahrain Victorious \| + 1 min 22 s \| \| 5. \| Brandon McNulty \| Vereinigte Staaten \| UAE Team Emirates XRG \| + 1 min 22 s \| \| 6. \| Egan Bernal \| Kolumbien \| Ineos Grenadiers \| + 1 min 22 s \| \| 7. \| Simon Yates \| Vereinigtes Königreich \| Team Visma \\| Lease a Bike \| + 1 min 22 s \| \| 8. \| Rafał Majka \| Polen \| UAE Team Emirates XRG \| + 1 min 22 s \| \| 9. \| Antonio Tiberi \| Italien \| Bahrain Victorious \| + 1 min 22 s \| \| 10. \| Einer Rubio \| Kolumbien \| Movistar Team \| + 1 min 22 s \| |                   |                        |                            |                 |
| |                   |                        |                            |                 |
| Quelle: ProCyclingStats |                   |                        |                            |                 |
| Etappenergebnis |                   |                        |                            |                 |
| Fahrer | Fahrer            | Land                   | Team                       | Zeit            |
| 1. | Nicolas Prodhomme | Frankreich             | Decathlon-AG2R La Mondiale | 4 h 50 min 35 s |
| 2. | Isaac Del Toro    | Mexiko                 | UAE Team Emirates XRG      | + 58 s          |
| 3. | Richard Carapaz   | Ecuador                | EF Education-EasyPost      | + 58 s          |
| 4. | Damiano Caruso    | Italien                | Bahrain Victorious         | + 1 min 22 s    |
| 5. | Brandon McNulty   | Vereinigte Staaten     | UAE Team Emirates XRG      | + 1 min 22 s    |
| 6. | Egan Bernal       | Kolumbien              | Ineos Grenadiers           | + 1 min 22 s    |
| 7. | Simon Yates       | Vereinigtes Königreich | Team Visma \| Lease a Bike | + 1 min 22 s    |
| 8. | Rafał Majka       | Polen                  | UAE Team Emirates XRG      | + 1 min 22 s    |
| 9. | Antonio Tiberi    | Italien                | Bahrain Victorious         | + 1 min 22 s    |
| 10. | Einer Rubio       | Kolumbien              | Movistar Team              | + 1 min 22 s    |

## Gesamtstände
| \| Gesamtwertung \| Gesamtwertung \| Gesamtwertung \| Gesamtwertung \| Gesamtwertung \| \| Fahrer \| Fahrer \| Land \| Team \| Zeit \| \| ------------- \| ----------------- \| ---------------------- \| -------------------------- \| ---------------- \| \| 1. \| Isaac Del Toro \| Mexiko \| UAE Team Emirates XRG \| 73 h 47 min 59 s \| \| 2. \| Richard Carapaz \| Ecuador \| EF Education-EasyPost \| + 43 s \| \| 3. \| Simon Yates \| Vereinigtes Königreich \| Team Visma \\| Lease a Bike \| + 1 min 21 s \| \| 4. \| Derek Gee \| Kanada \| Israel-Premier Tech \| + 2 min 27 s \| \| 5. \| Damiano Caruso \| Italien \| Bahrain Victorious \| + 3 min 36 s \| \| 6. \| Egan Bernal \| Kolumbien \| Ineos Grenadiers \| + 5 min 13 s \| \| 7. \| Giulio Pellizzari \| Italien \| Red Bull-Bora-Hansgrohe \| + 5 min 32 s \| \| 8. \| Einer Rubio \| Kolumbien \| Movistar Team \| + 6 min 39 s \| \| 9. \| Michael Storer \| Australien \| Tudor Pro Cycling Team \| + 9 min 11 s \| \| 10. \| Brandon McNulty \| Vereinigte Staaten \| UAE Team Emirates XRG \| + 9 min 33 s \| |                   |                        |                            |                  |
| |                   |                        |                            |                  |
| Quelle: ProCyclingStats |                   |                        |                            |                  |
| Gesamtwertung |                   |                        |                            |                  |
| Fahrer | Fahrer            | Land                   | Team                       | Zeit             |
| 1. | Isaac Del Toro    | Mexiko                 | UAE Team Emirates XRG      | 73 h 47 min 59 s |
| 2. | Richard Carapaz   | Ecuador                | EF Education-EasyPost      | + 43 s           |
| 3. | Simon Yates       | Vereinigtes Königreich | Team Visma \| Lease a Bike | + 1 min 21 s     |
| 4. | Derek Gee         | Kanada                 | Israel-Premier Tech        | + 2 min 27 s     |
| 5. | Damiano Caruso    | Italien                | Bahrain Victorious         | + 3 min 36 s     |
| 6. | Egan Bernal       | Kolumbien              | Ineos Grenadiers           | + 5 min 13 s     |
| 7. | Giulio Pellizzari | Italien                | Red Bull-Bora-Hansgrohe    | + 5 min 32 s     |
| 8. | Einer Rubio       | Kolumbien              | Movistar Team              | + 6 min 39 s     |
| 9. | Michael Storer    | Australien             | Tudor Pro Cycling Team     | + 9 min 11 s     |
| 10. | Brandon McNulty   | Vereinigte Staaten     | UAE Team Emirates XRG      | + 9 min 33 s     |

| Punktewertung | Punktewertung      | Punktewertung | Punktewertung              | Punktewertung |
| Fahrer        | Fahrer             | Land          | Team                       | Punkte        |
| ------------- | ------------------ | ------------- | -------------------------- | ------------- |
| 1.            | Mads Pedersen      | Dänemark      | Lidl-Trek                  | 277 P.        |
| 2.            | Olav Kooij         | Niederlande   | Team Visma \| Lease a Bike | 135 P.        |
| 3.            | Wout van Aert      | Belgien       | Team Visma \| Lease a Bike | 107 P.        |
| 4.            | Isaac Del Toro     | Mexiko        | UAE Team Emirates XRG      | 107 P.        |
| 5.            | Dries De Bondt     | Belgien       | Decathlon-AG2R La Mondiale | 99 P.         |
| 6.            | Casper van Uden    | Niederlande   | Team Picnic-PostNL         | 88 P.         |
| 7.            | Richard Carapaz    | Ecuador       | EF Education-EasyPost      | 77 P.         |
| 8.            | Alessandro Tonelli | Italien       | Team Polti VisitMalta      | 76 P.         |
| 9.            | Orluis Aular       | Venezuela     | Movistar Team              | 68 P.         |
| 10.           | Mirco Maestri      | Italien       | Team Polti VisitMalta      | 67 P.         |

| Bergwertung | Bergwertung       | Bergwertung            | Bergwertung                   | Bergwertung |
| Fahrer      | Fahrer            | Land                   | Team                          | Punkte      |
| ----------- | ----------------- | ---------------------- | ----------------------------- | ----------- |
| 1.          | Lorenzo Fortunato | Italien                | XDS Astana Team               | 355 P.      |
| 2.          | Christian Scaroni | Italien                | XDS Astana Team               | 201 P.      |
| 3.          | Nicolas Prodhomme | Frankreich             | Decathlon-AG2R La Mondiale    | 107 P.      |
| 4.          | Manuele Tarozzi   | Italien                | VF Group-Bardiani CSF-Faizanè | 66 P.       |
| 5.          | Richard Carapaz   | Ecuador                | EF Education-EasyPost         | 47 P.       |
| 6.          | Romain Bardet     | Frankreich             | Team Picnic-PostNL            | 47 P.       |
| 7.          | Isaac Del Toro    | Mexiko                 | UAE Team Emirates XRG         | 45 P.       |
| 8.          | Pello Bilbao      | Spanien                | Bahrain Victorious            | 42 P.       |
| 9.          | Carlos Verona     | Spanien                | Lidl-Trek                     | 41 P.       |
| 10.         | Paul Double       | Vereinigtes Königreich | Team Jayco AlUla              | 36 P.       |

| Nachwuchswertung | Nachwuchswertung        | Nachwuchswertung       | Nachwuchswertung        | Nachwuchswertung  |
| Fahrer           | Fahrer                  | Land                   | Team                    | Zeit              |
| ---------------- | ----------------------- | ---------------------- | ----------------------- | ----------------- |
| 1.               | Isaac Del Toro          | Mexiko                 | UAE Team Emirates XRG   | 73 h 47 min 59 s  |
| 2.               | Giulio Pellizzari       | Italien                | Red Bull-Bora-Hansgrohe | + 5 min 32 s      |
| 3.               | Max Poole               | Vereinigtes Königreich | Team Picnic-PostNL      | + 14 min 44 s     |
| 4.               | Antonio Tiberi          | Italien                | Bahrain Victorious      | + 15 min 12 s     |
| 5.               | Davide Piganzoli        | Italien                | Team Polti VisitMalta   | + 16 min 31 s     |
| 6.               | Embret Svestad-Bårdseng | Norwegen               | Arkéa-B&B Hotels        | + 49 min 41 s     |
| 7.               | Marco Frigo             | Italien                | Israel-Premier Tech     | + 1 h 08 min 21 s |
| 8.               | Edoardo Zambanini       | Italien                | Bahrain Victorious      | + 1 h 09 min 34 s |
| 9.               | Igor Arrieta            | Spanien                | UAE Team Emirates XRG   | + 1 h 36 min 12 s |
| 10.              | Gianmarco Garofoli      | Italien                | Soudal Quick-Step       | + 1 h 53 min 15 s |

| Mannschaftswertung | Mannschaftswertung         | Mannschaftswertung           | Mannschaftswertung |
| Team               | Team                       | Land                         | Zeit               |
| ------------------ | -------------------------- | ---------------------------- | ------------------ |
| 1.                 | UAE Team Emirates XRG      | Vereinigte Arabische Emirate | 221 h 31 min 03 s  |
| 2.                 | Bahrain-Victorious         | Bahrain                      | + 43 min 58 s      |
| 3.                 | Team Visma \| Lease a Bike | Niederlande                  | + 1 h 08 min 56 s  |
| 4.                 | XDS Astana Team            | Kasachstan                   | + 1 h 13 min 24 s  |
| 5.                 | Movistar Team              | Spanien                      | + 1 h 24 min 33 s  |
| 6.                 | Tudor Pro Cycling Team     | Schweiz                      | + 1 h 32 min 28 s  |
| 7.                 | Team Picnic-PostNL         | Niederlande                  | + 2 h 19 min 39 s  |
| 8.                 | Red Bull-BORA-hansgrohe    | Deutschland                  | + 2 h 22 min 47 s  |
| 9.                 | EF Education-EasyPost      | Vereinigte Staaten           | + 2 h 28 min 04 s  |
| 10.                | Israel-Premier Tech        | Israel                       | + 2 h 31 min 36 s  |

## Ausgeschiedene Fahrer
- Marco Brenner (Tudor Pro Cycling Team): wegen ausgerenkte Schulter und Schnittwunde am Oberschenkel, die er sich bei einem Sturz zuzog, während der Etappe aufgegeben.[2][3]
- Afonso Eulálio (Bahrain Victorious): während der Etappe aufgegeben.[2]